# Парк юрского периода
«Па́рк ю́рского пери́ода» (англ. Jurassic Park), также позже известная как «Ми́р ю́рского пери́ода» (англ. Jurassic World) — медиафраншиза в жанре приключенческой научной фантастики, основанная на романе американского писателя Майкла Крайтона «Парк юрского периода» (1990), сюжет которого строится на попытке создать тематический парк клонированных динозавров в современном мире. Франшиза включает в себя 7 полнометражных фильмов, 2 короткометражных и 2 анимационный сериал, 2 романа, 3 рассказа, а также комиксы, видеоигры, игрушки и прочие произведения в рамках вселенной.
Universal Pictures и Amblin Entertainment купили права на роман «Парк юрского периода» ещё до его публикации. Книга стала успешной, как и экранизация Стивена Спилберга 1993 года. 3D-версия фильма вышла в прокат в 2013 году, а в 2018 году он был внесён в Национальный реестр фильмов США Библиотекой Конгресса как «культурно, исторически или эстетически значимый». За вторым романом Майкла Крайтона 1995 года «Затерянный мир» последовал фильм «Парк юрского периода: Затерянный мир» (1997). Последующие фильмы, включая «Парк юрского периода III» (2001), не были основаны на романах.
Вторая трилогия началась в 2015 году с фильма «Мир юрского периода». Он имел огромный успех и стал первым фильмом, собравшим более $500 млн по всему миру в первые выходные, а итоговые сборы составили $1,67 млрд, что сделало «Мир юрского периода» в то время третьим самым кассовым фильмом за всю историю без учёта инфляции. Если учесть её, то этот фильм является вторым самым кассовым во франшизе после «Парка юрского периода». Продолжение «Мир юрского периода 2» (2018) собрало более $1,3 млрд по всему миру, что делает его третьим фильмом серии, преодолевшим отметку в миллиард долларов. Это третий самый кассовый фильм 2018 года и 12-м в мире на момент выхода. Последний фильм в трилогии «Мир юрского периода: Господство» вышел в прокат в США 10 июня 2022 года.

## Фильмы
| Год  | Фильм                                | Режиссёр            | Студия                                          | Дистрибьютор         |
| ---- | ------------------------------------ | ------------------- | ----------------------------------------------- | -------------------- |
| 1993 | Парк юрского периода                 | Стивен Спилберг     | Universal Studios                               | Amblin Entertainment |
| 1997 | Парк юрского периода: Затерянный мир | Стивен Спилберг     | Universal Studios                               | Amblin Entertainment |
| 2001 | Парк юрского периода III             | Джо Джонстон        | Universal Studios                               | Amblin Entertainment |
| 2015 | Мир юрского периода                  | Колин Треворроу     | Universal Studios, Legendary Pictures           | Amblin Entertainment |
| 2018 | Мир юрского периода 2                | Хуан Антонио Байона | Universal Studios, Legendary Pictures           | Amblin Entertainment |
| 2022 | Мир юрского периода: Господство      | Колин Треворроу     | Universal Studios, The Kennedy/Marshall Company | Amblin Entertainment |
| 2025 | Мир юрского периода: Возрождение     | Гарет Эдвардс       | Universal Studios, The Kennedy/Marshall Company | Amblin Entertainment |

## Сюжет

### «Парк юрского периода» (1993)
Глава компании «InGen», профессор Джон Хаммонд, находит способ воссоздания динозавров посредством генной инженерии. Генетический материал он находит в москитах, которые миллионы лет назад пили кровь динозавров, а потом, сев на дерево, увязали в древесной смоле, сохранив, таким образом, ДНК динозавров. Недостающие фрагменты кода в ДНК генетики дополнили фрагментами кода современных животных, в частности, некоторых видов лягушек. Хаммонд создаёт огромный парк, обитатели которого — динозавры.
При транспортировке одного из велоцирапторов (названные так в фильме динозавры на самом деле являются дейнонихами) происходит инцидент, приводящий к смерти сотрудника. Из-за этого инвесторы начинают давить на Хаммонда и заставляют его перед открытием парка провести пробную экскурсию для компетентных лиц. В качестве таких экспертов Хаммонд выбирает палеонтологов Алана Гранта и Элли Сэттлер, математика Яна Малкольма и юриста своих инвесторов — Дональда Дженнаро. Все приглашённые просто шокированы, увидев настоящих живых динозавров, вроде брахиозавра. Однако в ходе обсуждения на стороне Хаммонда, желающего открыть парк, остаётся только юрист. Остальные относятся к такой затее с большой осторожностью и сомнением. Хаммонд начинает экскурсию для своих посетителей. После короткого мультфильма, демонстрирующего технологию воссоздания вымерших видов, гости попадают в лабораторию, где выводят динозавров. Там они наблюдают, как из яйца вылупляется велоцираптор. Тот факт, что на острове разводят хищников, начинает тревожить Гранта. Малкольм интересуется, как сотрудникам парка удаётся контролировать популяцию. Учёный-генетик уверяет его, что все особи на острове женского пола и, следовательно, самовольное размножение динозавров невозможно. После этого четверо посетителей отправляются на экскурсию по парку на двух автоматических электромобилях. К ним присоединяются внуки Хаммонда — Лекси и Тимми. Однако динозавры не желают появляться ни просто так, ни за приманкой. По дороге гости парка выходят из машин, чтобы посмотреть на заболевшего трицератопса. После осмотра все, кроме Элли, которая остаётся с ветеринаром присматривать за трицератопсом, возвращаются в машины. Тем временем один из сотрудников парка, недовольный своей зарплатой и подкупленный конкурентами программист Деннис Недри, отключает систему защиты, чтобы получить доступ к хранилищу эмбрионов, из которого он планирует выкрасть их. Вместе с тем на острове начинается тропический шторм и мощный ливень. Опаздывая на корабль, который отплывает от острова парка всего через несколько минут, Деннис не справляется с управлением и застревает на своём джипе. Пытаясь вытащить джип лебёдкой, Недри встречается с дилофозавром и становится его жертвой.
После того как система защиты оказывается отключенной, электромобили с экскурсантами останавливаются — прямо напротив загона тираннозавра. Поняв, что защитное напряжение отключено, тираннозавр ломает ограждение и выходит к электромобилям с посетителями парка. Охваченный ужасом, юрист Дональд забегает в стоящий рядом туалет. Дети, оставшиеся в первой машине, ненароком привлекают внимание тираннозавра, который нападает и переворачивает их машину. Пытаясь отвлечь динозавра на себя, Ян получает серьёзную травму ноги и оказывается погребённым под обломками туалета, который разрушает тираннозавр. Затем последний съедает прятавшегося в туалете Дженнаро. Добежав до первой машины, Алан успевает вытащить из неё Лекси, но Тимми остаётся застревает в перевернувшейся машине. Тираннозавр возвращается к ней и сбрасывает с обрыва вместе с Тимми. Таким образом, Алан и внуки Хаммонда оказываются одни в парке. На пути в центр управления они находят скорлупу от яиц, из которых вылупились новорожденные динозавры. Это подтвердило опасения Яна Малкольма о том, что жизнь «прорвётся через преграды»: появились особи мужского пола, так как для восстановления повреждённых ДНК использовались части ДНК современных амфибий (таких, как изменчивая тростнянка), способных при надобности менять свой пол.
Раненого Яна Малкольма находят Элли и смотритель парка, профессиональный охотник Роберт Малдун. Все трое, сев в джип, с трудом отрываются от преследования вернувшегося тираннозавра. Они присоединяются к Джону Хаммонду и главному инженеру Рэю Арнольду, пытающимся вновь запустить систему безопасности. После перезагрузки системы требуется запустить генераторы в бункере, расположенном неподалёку от центра управления. Сначала к нему отправляется сам Арнольд. Он долго не возвращается, что вызывает беспокойство у оставшихся, позже выяснится, что он погиб. К бункеру направляются Элли и Роберт. После выхода на поверхность Малдун понимает, что велоцирапторам удалось выбраться из специального укреплённого загона, и теперь ему и Элли грозит смертельная опасность. Отправляя Элли к бункеру, Роберт намеревается застрелить преградившего путь велоцираптора. Однако тот оказывается не один. Пока Роберт готовится в него выстрелить, другой велоцираптор нападает на него сбоку и убивает. Элли успевает добежать до распределительного щитка. На нём она поочерёдно запускает системы. Она натыкается на откушенную руку Арнольда и подвергается нападению велоцираптора, но ей удаётся сбежать, заперев его в бункере.
Тем временем Алан, Тимми и Лекси добираются до ограды, в которой отсутствует напряжение. Через ограду успевают перелезть Лекси и Алан, но Тимми не успевает спуститься, до того как Элли включает систему, отвечающую за напряжение на оградах. Из-за этого Тимми получает серьёзный удар током, но Алан спасает его, сделав искусственное дыхание.
Затем Алан, Тимми и Лекси добираются до гостевого центра. Дети временно остаются одни. Гостевой центр оказывается небезопасным местом, туда проникают два велоцираптора — те догадались, как пользоваться дверными ручками. Тем не менее, детям удаётся спастись. Алан встречает Элли, возвращается в гостевой центр и находит там перепуганных детей. Вчетвером они пытаются скрыться от преследующих их велоцирапторов. В холле двое велоцирапторов окружают их, но в самый последний момент один из них становится жертвой внезапно появившегося тираннозавра. После гибели своего сородича второй велоцираптор бросается на тираннозавра, но тоже погибает. Воспользовавшись моментом, Алан, Элли, Тимми и Лекси сбегают оттуда. Присоединившись к Хаммонду и Малкольму, все садятся на вертолёт и улетают с острова. Джон Хаммонд решает оставить затею с парком.

### «Парк юрского периода: Затерянный мир» (1997)
События этого фильма разворачиваются через четыре года после того, что произошло в «Парке юрского периода» на острове Исла-Нублар. Выясняется, что на соседнем острове Исла-Сорна существовал «Объект Б», на котором «выращивали» детёнышей ящеров. Совершавшая круиз семья высадилась на остров, где компсогнаты ранили девочку. Джон Хаммонд (Ричард Аттенборо), который из-за этого инцидента потерял контроль над своей компанией «Ин-Ген», снаряжает экспедицию во главе с доктором Яном Малкольмом (Джефф Голдблюм), чтобы выяснить, почему ящеры на близлежащем острове Сорна не вымерли, а заодно привезти фото- и видеоматериалы об их жизни с целью защитить «затерянный мир» от новых директоров компании.
В составе группы были оператор-документалист Ник Ван Оуэн (Винс Вон), эксперт-механик Эдди Карр и палеонтолог и возлюбленная Малкольма — Сара Хардинг (Джулианна Мур). Ян соглашается поехать в экспедицию, потому что волнуется за Сару. Также в трейлере спряталась Келли Кёртис Малкольм (Ванесса Ли Честер), дочь Яна. Он не успевает отвезти её домой, прибывают вертолёты компании «Ин-Ген», во главе с племянником Хаммонда, Питером Ладлоу. Его проводник, Роланд Тембо (Пит Постлетуэйт), требует вместо оплаты предоставить ему возможность добыть тираннозавра в качестве охотничьего трофея.
Хорошо оборудованная группа «Ин-Ген» вылавливает паразауролофов, пахицефалозавров и другие виды, чтобы увезти их с острова. Роланд находит гнездо тираннозавра, связывает детёныша, чтобы приманить взрослого тираннозавра. Пока Дитер Старк (Петер Стормаре) оставался за главного, Ник и Сара открыли все клетки с пойманными динозаврами. Роланду приходится возвратиться в лагерь. Ник находит детёныша тираннозавра со сломанной ногой, поэтому он и Сара решают увезти детёныша в лабораторию. Эдди, Келли и Ян поднимаются на лифте на дерево. Ян спускается, чтобы предупредить Сару о приближающемся тираннозавре. Они отпускают детёныша, но тираннозавры сбрасывают трейлер с обрыва.
Пока трейлер висит, приезжает Эдди и скидывает верёвку внутрь. На машину Эдди нападают два тираннозавра. Трейлер падает со скал вместе с машиной, тираннозавры уходят, сам же Эдди погибает, съеденный ящерами. В результате происходящих событий две конфликтующие группы вынуждены объединиться перед лицом смертельной опасности. Отправившись на поиски Дитера, заблудившегося в лесу, Роланд и Картер обнаружили в центре долины пункт со связью, но вернулись обратно за группой. Из-за крови детёныша, которая осталась на куртке Сары, ночью на лагерь нападают два тираннозавра, которые преследуют группу. В результате погибают люди из группы «Ин-Ген».
Роланд усыпляет самца транквилизаторами. Группа Малкольма бежит к центру связи. По пути они проходят поле с велоцирапторами, которые уничтожили остаток группы «Ин-Ген». Выживает 6 человек: Ян, Сара, Ник, Келли, а также Роланд и Ладлоу. Ник идёт вперёд один и вызывает помощь с материка. Остальные приходят позже, потому что Ян ранен. По дороге они сталкиваются с велоцирапторами, но вовремя прилетает вертолёт и увозит их на материк. Группа «Ин-Ген» грузит спящего тираннозавра на корабль. Роланда уговаривают остаться, обещая дать перспективную работу, но тот отказывается и улетает на вертолёте прибывших спасателей. Когда судно прибывает на материк, оказывается, что на корабле нет живых. Тираннозавр вырывается из грузового отсека и идёт в Сан-Диего. Выясняется, что Ладлоу похитил и детёныша. Ян и Сара крадут детёныша и заманивают тираннозавра обратно на корабль. Сам же Питер бежит внутрь, но там его застаёт врасплох динозавр, отдав на растерзание детёнышу. Корабль отправляется назад на остров. По телевидению Джон Хаммонд просит оставить остров в покое и предоставить природу самой себе.

### «Парк юрского периода III» (2001)
После инцидента в Сан-Диего, случившегося четыре года назад, общественность узнала о клонировании вымерших динозавров, населяющих остров Сорна. Доступ туда закрыт, но предприимчивые экстремалы, пытаясь заработать, организуют поездки на остров на лодке. Вовлеченными в одну из таких поездок оказываются 12-летний Эрик Кирби и друг его матери Бен Хильдебранд, которые снимают на камеру виды острова и его обитателей с привязанного к лодке парашюта. Внезапно лодку накрывает густой туман, а когда он рассеивается, оказывается, что все пассажиры жестоко убиты (возможно, съедены спинозавром, который умеет плавать). На полном ходу судно движется в сторону скал, поэтому Бен перерезает веревку, отцепляясь от лодки, и вместе с Эриком планирует в сторону берега.
Восемь недель спустя палеонтолог доктор Алан Грант пытается найти финансирование для продолжения своих исследований велоцираптора и обсуждает свои исследования с давней коллегой Элли, предполагая, что этот вид динозавров гораздо умнее дельфинов, китов и даже приматов. Он критикует создание существ на острове Сорна, которые являются не динозаврами, а генетическими монстрами.
В один из дней к Гранту приходит Пол Кёрби со своей женой Амандой и говорит, что заплатит любую сумму, если Алан полетит с ним изучать печально известный остров Сорна на специально нанятом самолёте. Алан Грант соглашается, но его никак не покидает чувство, что скоро должно произойти что-то ужасное. Вместе с помощником Гранта, Билли, супругами Кирби и несколькими наемниками они отправляются на остров. Пилот находит место для приземления и начинает снижение, хотя доктор Грант решительно протестует против такого опасного приключения, за что получает удар по голове.
Очнувшись, он узнаёт, что на самом деле целью этого путешествия была не экскурсия, а поиски сына Кёрби. Кроме того, выясняется, что они в разводе и у них почти нет денег. Группа людей уходит в глубь леса на разведку, а Аманда, вооружившись мегафоном, зовет сына по имени. Это привлекает внимание огромного хищного динозавра, превосходящего размерами ти-рекса. Команда попыталась улететь от опасного монстра, но нос их самолёта задевает динозавра, который поедает одного из наёмников — Купера, оставшегося за бортом, что приводит к падению авиалайнера. Хищник находит и разрушает самолёт и съедает пилота Нэша. Остальным удаётся сбежать из-за того, что гигант застревает в деревьях. По дороге команда встречает тираннозавра, который бросается за ними. Встретившись, два хищника вступают в схватку, в которой тираннозавр проигрывает.
После погони группа возвращается к обломкам самолёта, попутно выясняя, что новый гигантский динозавр — это спинозавр, которого нет ни в какой документации InGen (компании, создавшей монстров на острове), что означает тайную деятельность компании на острове. Вскоре герои обнаруживают в джунглях параплан с запутавшимся в нём телом Бена, друга Аманды, который вместе с её сыном отправился в путешествие вдоль острова. Рядом с парапланом они находят видеокамеру и, судя по последней записи, понимают, что Эрик не погиб при приземлении на остров, и есть шанс найти его живым.
Продвигаясь дальше по острову, герои находят гнёзда велоцирапторов и территорию лабораторного комплекса, где выращивали и выхаживали динозавров. В лаборатории же герои обнаружили недавно умершие эмбрионы — проваленные результаты тестов по исправлению генетических ошибок и слиянию видов. Неожиданно на них нападает стая рапторов; группа бежит из лабораторий обратно в лес, где разделяется. Доктора Гранта окружают хищники. Но ему на помощь приходит Эрик, который забрасывает динозавров гранатами со слезоточивым газом. Эрик узнаёт доктора Гранта, говорит, что является его поклонником и читал его книги. Выясняется, что найти оружие на острове Эрику не удалось, а использованные гранаты были последними.
Команда снова объединяется и, в очередной раз убегая от спинозавра, оказывается в отдельном здании с наблюдательной вышкой. Поднявшись на вышку и осмотрев окрестности, Грант замечает катер на реке неподалёку. Понимая, что это их единственный шанс, герои идут к катеру, чтобы на нём доплыть вниз по реке к побережью. В рюкзаке Билли оказываются два яйца велоцираптора, которые тот украл с целью продать и получить деньги на раскопки. Между Аланом и Биллом завязывается спор, и Грант разочаровывается в своём помощнике.
Спускаясь в каньон к реке, путешественники попадают в огромную птичью клетку, где их атакуют птеранодоны. На Билли нападают сразу несколько летающих ящеров. Пол и Алан пытаются спасти его, но тот кричит им, чтобы они убегали. Потеряв Билли, остальные добираются до лодки и слышат звонок спутникового телефона — единственного доступного им на острове средства связи. Найдя телефон, Алан звонит Элли, своему бывшему партнёру по исследованиям, и успевает сказать только: «Река… объект Б…», — и на них нападает спинозавр. Гранту и Кёрби удаётся поджечь топливо, разлитое на поверхности воды. Разгромив катер, спинозавр всё же получает отпор и уходит.
Герои слышат шум океана и направляются к побережью. Но по пути их снова находят велоцирапторы, которые хотят вернуть украденные из их гнезда яйца. Аманда возвращает им пропажу, а Грант при помощи воссозданной ранее Билли на 3D-принтере гортани велоцираптора, говорит с динозаврами на их языке, заставляя их уйти. На берегу героев встречает морская пехота, вызванная Элли. Бойцы также уже успели подобрать чудом спасшегося Билли, который передал Алану потерянную шляпу. Они улетают на материк и видят, как птеранодоны, выбравшиеся из клетки, которую не закрыла Аманда, летят вместе с ними в поисках новых гнездовий.

### «Мир юрского периода» (2015)
Действие происходит через 22 года после событий «Парка юрского периода». На острове Нублар функционирует парк, задуманный Джоном Хэммондом. Но к этому времени посещаемость парка уже начинает падать, и компания, владеющая парком, решает открыть новый аттракцион, чтобы привлечь больше посетителей. Для этого учёные компании создают новый и очень опасный вид динозавра — Индоминус Рекс.
В первой сцене фильма показывается, как из яйца вылупляются два маленьких Индоминуса Рекса.
Двое братьев, Зак и Грей Митчеллы, прощаются с родителями в аэропорту и отправляются в парк аттракционов «Мир Юрского периода» на остров динозавров, где работает их тётя, Клэр Диринг. К сожалению, она оказывается занята, но даёт им пропуска на все аттракционы, поручив своей помощнице Заре приглядывать за Заком и Греем. Сама же Клэр отправляется на другую часть острова, чтобы проведать Индоминуса Рекса. Там строители подымают высоту стены вольера, в целях безопасности. По рекомендации директора парка, Саймона Масрани, она отправляется к Оуэну Грэди, с которым её когда-то связывали романтические отношения. Бывший морской пехотинец, Грэди теперь дрессирует велоцирапторов, и Клэр просит его проверить вольер. Узнав историю выращивания этого динозавра, Оуэн говорит, что особь воспитывается неправильно — жизнь динозавра проходит в полной изоляции, вследствие чего тот воспринимает окружающий мир некорректно. Впрочем, его замечание игнорируют. Когда они приезжают, то обнаруживают, что особи на тепловизоре не видно. Клэр звонит в центр управления, чтобы там отследили её с помощью датчика движения. Оуэн и двое охранников заходят в вольер, чтобы осмотреть его. Они замечают на стене следы когтей и думают, что динозавр мог сбежать, но версия тут же опровергается звонком из центра управления — датчик движения показывает, что особь в вольере, а царапины на стене — всего лишь обманная уловка. Клэр приказывает всем выйти из вольера, но один из охранников не успевает, и динозавр его съедает. Другой охранник прячется за машину, но динозавр, прорвавшись через ворота, находит его и съедает. Оуэн выжил, спрятавшись под машиной и облив себя бензином, чтобы особь его не унюхала.
Добравшись до центра управления, Оуэн и Клэр следят за тем, как рейнджеры идут по датчику движения в джунгли. Дрессировщик замечает, что у персонала имеется только оглушающее оружие, и предупреждает, что это большая особь, и рейнджеры не справятся. Его замечание снова игнорируют. Тем временем команда видит, что особь избавилась от маячка. Главный рейнджер Катаси Хамада сообщает, что Индоминус Рекс ещё и способна менять окрас, мимикрируя под окружающую среду. Она убивает всех рейнджеров в считанные минуты. Оуэн предлагает эвакуировать всех находящихся на острове, но Клэр отказывается, думая, что им удастся остановить динозавра.
Тем временем племянники Клэр, Зак и Грей, сбегают от Зары. Они посещают «Королевство Тираннозавра Рекса», смотрят на кормление мозазавра. Зак и Грей, катавшиеся по долине на гиросфере, выезжают через незапертые ворота в джунгли. Там на них нападает Индоминус Рекс. Короткий поединок особи с анкилозавром даёт им немного времени, но все же недостаточно — прикончив противника, Индоминус Рекс бросается к гиросфере и практически без труда прокусывает её «непробиваемую» капсулу. Братьям чудом удаётся выбраться из уже небезопасного транспорта и спастись, бросившись с водопада. Оуэн и Клэр отправляются в джунгли на их поиски. Наткнувшись на вырезанное стадо апатозавров, они замечают, что особь убивает ради удовольствия — она не съела ни одного из убитых динозавров. Зак и Грей находят заброшенное строение (из первого фильма), где ремонтируют джип и уезжают. Оуэн и Клэр, не успев их догнать, прячутся от появившегося Индоминус Рекса. Вначале она их не замечает, но потом проламывает крышу и пытается догнать, но отвлекается, увидев вертолёт. Она направляется к «птичнику», но по пути на неё нападает вертолёт с пулемётом, пилотируемый директором парка Саймоном Масрани. Она разбивает купол вольера и выпускает птеранодонов и диморфодонов, которые сбивают вертолёт. Масрани погибает при падении и дальнейшем взрыве вертолёта.
Тем временем Зак и Грей приезжают на джипе к воротам в парк (им открывают ворота в парк охранники). Туда и добираются Оуэн и Клэр. Птерозавры устраивают погром в парке. Во время их нападения погибает помощница Клэр, которая приглядывала за мальчиками. На Оуэна нападает один из них, но Клэр спасает его, и он в благодарность целует её.
Вик Хокинс хочет выпустить велоцирапторов, чтобы они нашли Индоминуса Рекса. Оуэн соглашается, но не сразу. Клэр прячет детей в бронированной машине скорой помощи, а сама на переднем сидении следит за ходом операцией через камеры, которые закреплены на головах велоцирапторов.
Они находят особь, но выясняется, что в ней есть ДНК велоцираптора — после короткого «разговора» она натравляет их на людей («У них появилась новая альфа», — замечает Оуэн). Несмотря на массированный огонь и отчаянное сопротивление, у группы появляются новые потери, хотя одного из питомцев Оуэна удаётся убить. Выжившие динозавры убегают вместе с особью. Клэр, видя происходящее, уезжает на машине. Велоцирапторы их преследуют, но братья отбиваются от них, и им удаётся оторваться. Одна из велоцирапторов, Блю, нападает на Барри. Тот прячется в бревне и кричит («Блю!»), которая перестаёт атаковать, узнав хозяина. Блю переключается на Оуэна.
Оуэн, догнав Клэр, направляется в парк, откуда всех уже эвакуировали в безопасное место. Они направляются в лабораторию, где видят, что всё оборудование вынесли. Хоскинс говорит, что хотел бы использовать динозавров в военных целях, но появившийся велоцираптор убивает его. Выжившие выбираются на улицу, где их настигают велоцирапторы, а затем и Индоминус Рекс, которая снова пытается натравить «стаю» на людей. Но Оуэну удаётся восстановить связь со своими подопечными, и он приказывает им напасть на особь. В ходе битвы двое велоцирапторов погибают, и Клэр приводит тираннозавра в качестве подкрепления. В ходе поединка Индоминус побеждает тираннозавра, но уцелевшему велоцираптору
удаётся отвлечь Индоминуса, позволяя тираннозавру подняться на ноги и
нанести серьёзные повреждения противнику. Тираннозавр подталкивает
Индоминуса к водоёму, где её хватает за голову мозазавр
и утаскивает под воду. Оставшийся в живых велоцираптор смотрит на Оуэна
в ожидании следующей команды, но дрессировщик кивком даёт динозавру
знать, что он свободен.
Наутро к Заку и Грею прилетают их родители. Клэр и Оуэн выясняют свои отношения («Будем держаться вместе») и уходят.
В последней сцене тираннозавр выходит на взлётную площадку и оглашает обанкротившийся парк громким рыком.

### «Мир юрского периода 2» (2018)
Действия фильма в начале происходят в 2016 году, а основные события — в 2018.
Во время ночной бури на острове Нублар, где расположен парк «Мир Юрского периода», разрушенный несколькими месяцами ранее, команда наёмников использует подводный аппарат для добычи образца ДНК погибшего гибрида — Индоминуса Рекса, останки которого находятся в лагуне мозазавра. Когда образец кости Индоминуса был отправлен на поверхность, неожиданно появляется мозазавр, который уничтожает аппарат. Тем временем вертолёт, подобравший образец, а также наёмник, поддерживавший связь с людьми в аппарате, подвергаются нападению тираннозавра. Вертолёту удаётся спастись, однако наёмник-связист, вися на аварийной лестнице, оказывается съеденным мозазавром, выпрыгнувшим из воды. И, так как наёмник не успел закрыть ворота лагуны, мозазавр выплывает в открытый океан.
В 2018 на материке идёт дискуссия о том, следует ли спасать динозавров острова Нублар от надвигающегося извержения вулкана. Во время слушания в Сенате США Ян Малкольм утверждает, что динозавров следует оставить умирать. Бывший менеджер парка, Клэр Дэринг, создала группу защиты динозавров, чтобы спасти существ с помощью бывшего техника парка Франклина и палеоветеринара Зии. Однако, с решением Сената отказаться от спасения динозавров, миссия Клэр, как все думали, закончилась, но с ней неожиданно связывается Бенджамин Локвуд, бывший партнёр Хаммонда по созданию технологии клонирования ДНК динозавра. В поместье Локвуда, в Северной Калифорнии, Клэр встречает Бенджамина, его помощника Илая Миллса и внучку Локвуда Мейзи, которую он принял после того, как её родители умерли в автокатастрофе. Бенджамин, Илай и Клэр планируют секретную миссию спасения, чтобы отправить динозавров в новое островное святилище, где они будут жить без вмешательства человека. Для этого им нужно активировать на острове систему слежения за динозаврами, что невозможно без помощи Клэр, но Илай обеспокоен тем, что найти и поймать Блю, последнего выжившего велоцираптора, будет сложно. Клэр просит бывшего дрессировщика рапторов, Оуэна Грейди, присоединиться к миссии, ради спасения Блю. Поначалу Оуэн отказывается, но у себя дома он просматривает видеозаписи, где он дрессирует ещё маленьких велоцирапторов и рассказывает о талантах Блю, о том, как она проявляет любопытство, сострадание и прочие чувства.
Группа спасения, возглавляемая наёмником Кеном Уитли, прибывает на остров Нублар. Клэр и Франклин активируют систему слежения парка, в то время как Оуэн и остальная команда ищут Блю. Найдя велоцираптора, Оуэн налаживает с ним контакт, но наёмники усыпляют динозавра дротиками, при этом один из них, защищаясь, стреляет Блю в ногу из боевого пистолета. Оуэн негодует, но его также усыпляют. Подоспевшая Зия угрожает наёмникам пистолетом и приказывает сложить оружие, иначе она не окажет помощи раненной Блю, которая обязательно нужна живой. Наёмники складывают оружие, но похищают Зию вместе с Блю, оставив усыплённого Оуэна умирать. В это время уже начинается извержение вулкана. Проходящий мимо синоцератопс вылизывает Оуэна, тот приходит в себя, он видит надвигающуюся лаву и пытается спастись от неё, постепенно возвращая контроль над телом.
Тем временем, Клэр и Франклин оказываются запертыми в обесточенном катаклизмом бункере. Франклину удаётся открыть один из проходов, но из него появляется барионикс. С потолка начинает сочиться лава, которая не позволяет динозавру сразу же добраться до людей. Герои сбегают через лестничный люк, заперев его за собой.
Выбравшись на поверхность, герои видят выбегающего из леса Оуэна, который кричит, что им нужно бежать. Тут же из леса появляются всевозможные обитатели острова, спасающиеся от извержения. Убегая, герои наталкиваются на гиросферу; они хотят уехать на ней, но тут Оуэн замечает карнотавра, который нападает на гиросферу, но почти тут же становится жертвой тираннозавра, который после этого убегает дальше. Клэр и Франклин едут на гиросфере, но впереди их ждёт обрыв в океан, куда они и падают. Бегущий позади Оуэн успевает прыгнуть вслед за ними и открыть тонущую гиросферу. Герои оказываются выброшенными на пляж, неподалёку от корабля наёмников, куда те в спешке грузят пойманных динозавров. Клэр понимает, что Илай и Кен обманули их. Героям удаётся в последний момент запрыгнуть внутрь уплывающего корабля на грузовике. Уплывая, они видят на пристани брахиозавра, драматично погибающего в облаках дыма.
Тем временем, в особняке Локвуда Мейзи замечает, как Миллс разговаривает с аукционистом Гуннаром Эверсоллом по поводу продажи пойманных динозавров, а также узнаёт о входе в секретную подземную лабораторию. Она пытается всё рассказать дедушке, но тот говорит, чтобы та шла спать. Девочка пробирается в лабораторию, где смотрит видео, на которых Оуэн дрессирует рапторов. Неожиданно в лабораторию входят Миллс и генетик Генри Ву, принимавший участие в создании динозавров в обоих парках. Они обсуждают создание нового боевого гибрида — Индораптора, сделанного на основе ДНК Индоминуса Рекса, а также то, как важно доставить Блю живой и невредимой. Мейзи, пытаясь спрятаться, натыкается на клетку с Индораптором, который пугает и выдаёт её. Миллс запирает девочку в её комнате и вынуждается зайти к Локвуду, у которого есть очень важный разговор. Локвуд обвиняет Миллса в предательстве и просит его самому позвонить в полицию и признаться в незаконной продаже динозавров, но тот убивает его, задушив подушкой. Мейзи удаётся выбраться из своей комнаты и по карнизу добраться до комнаты дедушки, но она обнаруживает его мёртвым и прячется в подъёмнике. В комнату заходят няня Мейзи и Миллс, который делает вид, что смерть Локвуда произошла сама собой и что это для него большая потеря, а также увольняет няню, несмотря на то, что та уже много лет работала на Локвуда. Мейзи слышит это и успевает скрыться в последний момент, когда Миллс решил проверить шум в шахте подъёмника.
На корабле герои находят клетку с Блю, которую лечит Зия. Та говорит, что динозавру срочно нужно переливание крови, и что нужно найти подходящего донора. Франклин остаётся помогать Зие, тогда как Оуэн и Клэр забираются в клетку с усыплённым тираннозавром, который во время переливания крови успевает проснуться. Героям чудом удаётся выбраться из клетки и вернуться к Блю, которой благополучно извлекают пулю. Но уже подходит время высадки, и случайно попавшегося на глаза Франклина наёмники принимают за грузчика и отводят с собой. Зия остаётся с Блю, а Клэр и Оуэн садятся за руль грузовика, вынуждаясь ехать вместе с наёмниками. По пути они понимают, что машины движутся в поместье Локвуда. Она собираются сбежать из машины и вызвать полицию, но их обнаруживает Уитли, который приводит их к Миллсу в лабораторию. Тот объясняет Клэр, что аттракцион Индоминуса был лишь прикрытием для попытки создания живого оружия и запирает героев в одной из клеток, в которых находятся все привезённые динозавры. Оуэн обнаруживает в соседней клетке стигимолоха, пришедшего в себя после транквилизаторов. Поняв, что динозавр агрессивно реагирует на свистки, Оуэн вынуждает его разрушить стену между клетками, а потом и входную решётку. Освободившись, герои встречают испуганную Мейзи, которая сильно горюет по смерти своего деда.
Начинается аукцион по продаже фауны острова Нублар, на который съезжаются десятки богачей со всего света. Чтобы сорвать аукцион, Оуэн запускает в лифт ранее освобождённого стигимолоха, который устраивает в зале погром. Оуэн вступает в бой с охраной. Видя убегающих из здания людей, Уитли заходит внутрь и обнаруживает запертого Индораптора. Так как он коллекционирует зубы динозавров, Уитли принимает решение под шумок усыпить динозавра и вырвать у него очередной зуб для своей коллекции. Однако хищник только сделал вид, что уснул, а потому, когда Уитли открывает клетку и пытается вырвать зуб, убивает его и выбирается на волю. Эверсолл, вместе с некоторыми богачами, укрывается в лифте. В последний момент набирая код для закрытия дверей, Гуннар считает, что всё обошлось, но Индораптор при помощи хвоста выводит из строя панель лифта, что приводит к открытию дверей и гибели всех находящихся внутри.
Оуэн, Клэр и Мейзи оказываются под прицелом двух охранников и Илая. Тот пытается подозвать к себе девочку, но та отказывается. После чего Миллс говорит, что Джон Хаммонд и Локвуд поссорились именно из-за того, что последний решил воссоздать свою погибшую дочь (якобы маму Мейзи) в виде клона, которым Мейзи и является. Но неожиданно появляется Индораптор, который убивает охранников Илая, что даёт героям шанс убежать.
В это время, Ву вместе с другими учёными собирается спасти и увезти в безопасное место образцы ДНК Индоминуса Рекса, а также Блю. Франклина же вновь принимают за обслуживающий персонал. Ву говорит Зие, что раптор нужен здоровым, и что его ДНК абсолютно чисто для выведения дальнейших гибридов. Зия говорит ему о переливании в раптора крови тираннозавра, чем шокирует учёного и выводит его из себя. Франклин усыпляет Ву, но героев окружает охрана. Зия открывает клетку с Блю и выпускает её на свободу. Раптор убивает охрану и даёт героям шанс спастись, сам чудом избегая гибели от взрыва газового баллона, повреждённого охраной.
Клэр, Оуэн и Мейзи спасаются от Индораптора в особняке. В результате стычки Мейзи оказывается отрезана от взрослых и вынуждена сама спасаться от гибрида. Ей удаётся это сделать в последний момент, поднявшись на подъёмнике в свою комнату и спрятавшись под одеяло. Динозавр лезет на крышу и через окно пробирается в комнату. Неожиданно в комнату забегает Оуэн с подобранным у охранника автоматом и стреляет в него, тратя все имеющиеся патроны. Индораптор отстаёт от девочки и дезориентируется, но пули не приносят ему существенного вреда, и он готовится напасть на Оуэна. Тут же в комнате появляется Блю и нападает на гибрид. Оуэн и Мейзи спасаются по наружному карнизу, но вынуждены спуститься на ярус ниже. Они забираются на стеклянную крышу музея, в то время как индораптор следует за ними. Поняв, что стекло его не выдержит, динозавр начинает медленно продвигаться по центральной балке. Неожиданно сзади появляется Клэр с оружием-указателем и вынуждает Индораптора атаковать Оуэна, в надежде, что динозавр провалится вниз. Это почти удаётся, но Индораптор цепляется за балки и избегает падения. Но тут на него нападает Блю, и они вместе падают в музей. Гибрид падает на череп трицератопса, оказывается проткнут рогами и убит Блю.
К героям выбегают Франклин и Зия, которые говорят, что в лаборатории происходит утечка ядовитого газа, который может убить всех динозавров. Спустившись в лабораторию, Клэр выпускает всех динозавров из клеток, но не открывает ворота наружу, боясь последствий. Мейзи сама нажимает на кнопку, объясняя это тем, что динозавров нельзя оставить умирать.
В это время Илай собирается уехать с образцом кости Индоминуса Рекса, но замечает открывшиеся ворота и бегущих оттуда динозавров. Он прячется под машину, но роняет образцы. Когда динозавры пробегают, Миллс вылезает и подходит подобрать образец. Позади него появляется карнотавр, собирающийся атаковать, но неожиданно из зарослей появляется тираннозавр, который съедает Илая, отпугивает карнотавра и уничтожает образец ДНК Индоминуса Рекса. Герои выходят из особняка и встречают Блю. Оуэн вновь общается с ней, после чего она убегает.
Ян Малкольм в Сенате высказывает предположение, что скоро начнётся эра, в которой люди и доисторические существа будут вынуждены сосуществовать («На Земле грядёт новый Юрский период»).
В сцене после титров показаны птеранодоны, прилетающие ночью в Лас-Вегас.

### «Мир юрского периода: Господство» (2022)
В феврале 2018 года был анонсирован выход фильма «Мир юрского периода 3». Фильм вышел 10 июня 2022 года. Стивен Спилберг и Колин Треворроу вернулись в качестве исполнительных продюсеров. Сценарий «Мира юрского периода 3» написал Треворроу совместно с Эмили Кармайкл.
Спустя четыре года после катастрофического извержения вулкана Сибо на острове Нублар и инцидента в поместье Локвуда, динозавры и другие воссозданные доисторические животные распространились по всему миру и начали существовать среди людей. Столкновение людей с этими животными чаще всего является агрессивностью последних, примером может стать нападение аллозавра на жилой трейлер или разрушение рыболовного судна мозазавром. В настоящее время встречи с динозаврами фиксируются по всему миру. Также появились незаконные чёрные рынки по продаже динозавров, и, чтобы избежать повторных случаев гибридизации, большинство правительств дали BioSyn Genetics разрешение на поимку животных и их перевозку в собственный заповедник в итальянских Доломитовых Альпах, в котором компания занимается фармацевтическими исследованиями. Также в розыск попала Мейзи Локвуд, клонированная дочка покойной Шарлотты Локвуд.
Клэр Диринг, бывший операционный менеджер «Мира юрского периода», работает над защитой динозавров от незаконных селекционных организаций. Она и Зия Родригес проникают глубокой ночью в ранчо динозавров в Неваде, добывая видеодоказательства, чтобы «Департамент Доисторической Дикой Природы» закрыл ранчо и переправил динозавров в более безопасное место, поскольку животных и их детёнышей держат в жестоких условиях. Среди целой толпы детёнышей, содержимых в клетках, один насутоцератопс был размещён отдельно от других. Зия понимает, что он болен и, возможно, не выживет. Клэр решает помочь ему и освобождает его, везя в фургон, где их ждал Франклин Уэбб. Завозя детёныша внутрь, группа замечает, что охранники нацелились на них. Клэр заводит фургон, и со скоростью уезжает из ранчо, но охранники пускаются за ними в погоню и открывают огонь по фургону. Клэр заезжает в закрытую зону, где синоцератопсы, насутоцератопсы и трицератопсы разбивают пикапы охранников, а группа уезжает. В это время Оуэн Грейди и его друзья догоняют стадо паразауролофов на лошадях, поскольку начался сезон охоты. Один из паразауролофов отбивается от стада. Оуэн догоняет его, и бросает ему на шею лассо, но паразауролоф падает с небольшого склона, отчего Оуэн сваливается с лошади на землю. Динозавр встаёт на ноги и пытается бежать, но Оуэн привязывает его к дереву и успокаивает. Они медленно доходят до стада, но по пути браконьер Рейн Делакур и его сообщники, представившись сотрудниками департамента дикой природы, перехватывают их и отнимают у них динозавра. В это время Мейзи Локвуд решает поехать в пригород. Возвращаясь домой, Мейзи проезжает через лесной склад, где работники заметили стадо апатозавров. Решив им помочь, она помогает отвлечь динозавров с помощью сигнальной свечи. Оуэн и Клэр живут в отдалённой хижине в горах Сьерра-Невада, где они тайно заботятся о Мейзи. Они удивлены, когда обученный Оуэном велоцираптор Блю неожиданно прибывает к ним с детёнышем, который появился на свет бесполым путём. Мейзи называет детёныша раптора «Бетой» и постепенно устанавливает связь, аналогичную отношениям между Оуэном и Блю.
Оуэн и Клэр не знали, что BioSyn Genetics, коррумпированная биогенетическая корпорация во главе с Льюисом Доджсоном, разыскивает Мейзи. Разочарованная жизнью в одиночестве и конфликтом с Клэр, Мейзи ускользает в соседний город. В это время Оуэн идёт по следам рапторов, чтобы найти их гнездо, но замечает, как браконьеры похищают Бету. Мейзи только собирается проехать мост на своём велосипеде, как оперативники Доджсона во главе с Делакуром похищают её. Оуэн бежит за Мейзи, но опаздывает, видя, как Делакур бросает велосипед в реку, и уезжает. Добравшись до хижины, люди собираются спасти Мейзи, но когда они выходят из дома, они видят Блю, рассерженную из-за похищения своего детёныша. Оуэн обещает Блю, что вернёт и Бету, и в знак угрозы раптор царапает его руку.
В других местах появились стаи гигантской саранчи, которая уничтожает посевы и угрожает запасам продовольствия в мире. Палеоботаник Элли Сэттлер заметила, что саранча избегает сортов, выведенных BioSyn. Это навело Элли на мысль, что BioSyn разводит их и насылает на посевы своих конкурентов. Элли обращается к палеонтологу и бывшему романтическому партнёру доктору Алану Гранту, который соглашается помочь расследовать операции BioSyn.
Между тем, благодаря информации, предоставленной Клэр правительственными контактами, она и Оуэн выслеживают Мейзи и Бету до Валлетты, где они проникают на чёрный рынок динозавров Эмбер-Клейв. Власти совершают облаву на рынок и непреднамеренно выпускают динозавров, вызывая хаос. В ходе операции Сойона Сантос, маклер Доджсона, выпускает обученных атроцирапторов, которые нападают на героев. Сотрудник BioSyn сообщает Клэр и Оуэну, что Мейзи и Бета отправлены в штаб-квартиру BioSyn в итальянских Доломитовых Альпах. Находясь на рынке, они встречают Кайлу Уоттс, пилота грузового самолёта, которая доставляет живые грузы продавцам на рынке и имеет доступ к штаб-квартире BioSyn. Она соглашается отправить туда Оуэна и Клэр.
Специалист по теории хаоса Ян Малкольм, работающий в BioSyn, приглашает Алана и Элли в штаб-квартиру, чтобы они помогли ему раскрыть противоправную деятельность компании. Им помогает директор по связям с общественностью BioSyn Рамзи Коул, который выступает против Доджсона. Выясняется, что генетик Генри Ву, который также устроился в BioSyn, генетически сконструировал гигантскую саранчу, чтобы она доставляла генетические модификации для культур, но позже насекомые вышли из-под контроля, начав поедать сорта конкурентов, что позволило Доджсону доминировать на рынке сельскохозяйственных семян. Когда Мейзи и Бета доставляются в штаб-квартиру BioSyn, Ву объясняет Мейзи, что дедушка не клонировал её, как ей сказали. Дочь Локвуда, Шарлотта, бывшая коллега Ву по объекту «B» InGen, хотела ребёнка и использовала свою собственную ДНК для создания Мейзи. Шарлотта умерла от генетического расстройства, но она успела изменить ДНК дочери, чтобы предотвратить появление у неё подобного расстройства. Ву считает, что ДНК Мейзи и Беты являются ключом к созданию патогена, способного остановить нашествие гигантской саранчи. Также он говорит Мейзи, что у Блю есть ДНК черногорлого варана, благодаря чему она стала матерью бесполым путём.
По прибытии в воздушное пространство BioSyn, корпорация отключает систему ВСС (Воздушная Система Сдерживания), и кетцалькоатль атакует грузовой самолёт Кайлы. Клэр катапультируется, а Оуэн и Кайла едва переживают аварийную посадку на покрытом льдом озере. Клэр выживает, попадая в лес. Пытаясь расстегнуть ремень, Клэр замечает большого слепого теризинозавра. Теризинозавр, не заметив Клэр, проходит мимо. Заметив косулю, динозавр медленно подходит к нему и убивает его своими большими когтями. Клэр отстёгивается и падает на землю, медленно приближаясь к болоту. Затем она погружается под воду и отплывает, пока разъярённый теризинозавр не уходит. Выплыв из воды, Клэр замечает дым от самолёта Кайлы и думает, что они погибли. В это время Оуэн и Кайла выбираются из своего грузового самолёта и медленно идут к лифту недалеко, но внезапно встречают оперённого теплокровного пирораптора, который к тому же оказывается неплохим пловцом. Оуэн и Кайла убегают, но Оуэн внезапно проваливается под лёд. Пирораптор замечает его и плывёт к нему, пытаясь схватить, но Кайла помогает ему выбраться из-под льда. Пирораптор выпрыгивает из воды и громко рычит. Оуэн с Кайлой убегают к лифту и спускаются в лес, миновав агрессивного хищника. Кайла достаёт аппарат для отслеживания местонахождения сидения Клэр. После этого они становятся свидетелями столкновения гиганотозавра BioSyn с тираннозавром InGen за тушу косули (ранее убитой теризинозавром), в ходе которой гиганотозавр кусает тираннозавра за морду, тем самым прогоняя его. Ближе к ночи Клэр добирается до смотровой башни, где встречается с дилофозаврами, от которых её спасают Оуэн и Кайла, оглушив динозавров электрошокером. Тем временем внутри объекта BioSyn Ян и Рамзи помогают Элли и Алану получить доступ к лаборатории с ограниченным доступом. Они крадут образец саранчи, прежде чем находят Мейзи. После того, как злоумышленников замечают на камерах видеонаблюдения, Доджсон поджигает лабораторию по разведению саранчи. Горящие насекомые вырываются наружу, охватив пламенем весь объект и штаб-квартиру. Доджсон увольняет Яна за разоблачение. После прохождения через лабиринт заброшенных янтарных рудников, в которых живут диметродоны, Алан, Элли и Мейзи находят Яна, а чуть позже — и остальных персонажей фильма. Пытаясь продолжить своё дело в другом месте, Доджсон пытается сбежать с эмбрионами динозавров по монорельсу. Когда электричество отключается, Доджсон оказывается в ловушке в туннеле, где три дилофозавра убивают его.
Гиганотозавр преследует их, пока теризинозавр и выживший тираннозавр InGen не побеждают и не убивают его совместными усилиями.
Группа спасает Ву, который утверждает, что может остановить саранчу. Люди сбегают на самолёте BioSyn. Вернувшись на материк, Ву выпускает модифицированную саранчу, которая несёт патоген, обнаруженный при изучении ДНК Мейзи и Беты, тем самым успешно остановив распространение саранчи.
Элли и Алан возобновляют свои отношения перед тем, как дать показания против BioSyn вместе с Яном и Рамзи. Оуэн, Клэр и Мейзи возвращаются домой, где Бета воссоединяется с Блю. По всему миру динозавры приспосабливаются к сосуществованию с современными животными. Заповедник, больше не принадлежащий BioSyn, объявлен ООН общественным достоянием для охраны динозавров. Тираннозавр InGen встречает двух тираннозавров с острова Сорна.

### «Мир юрского периода: Возрождение» (2025)
В январе 2024 года студия Universal объявила перезапуске франшизы «Парк юрского периода», Дэвид Кепп выступит сценаристом, Стивен Спилберг возьмёт обязанности исполнительного продюсера, также продюсерами выступят Фрэнк Маршалл и Патрик Краули. Возвращение актёров из оригинала и сиквелов не планируется. Выход фильма в США намечен на 2 июля 2025 года.
Спустя пять лет после событий произошедших в фильме «Мир юрского периода: Господство», окружающая среда планеты оказалась непригодной для множества динозавров и других воссозданных доисторических животных. Выжившие создания в настоящее время живут в отдаленных тропических регионах с условиями, похожими на те, в которых они процветали. Эксперт по операциям под прикрытием, Зора Беннетт, нанятая для работы с палеонтологом доктором Генри Лумисом, и руководителем группы Дунканом Кинкейдом выполняют сверхсекретную миссию.
Их цель состоит в том, чтобы найти трёх крупнейших из оставшихся животных на острове Сен-Юбер в Атлантическом океане, где находился исследовательский центр старого Парка, и получить их биоматериалы, которые содержат ключ к лекарству, которое чудесным образом может спасти человеческие жизни. Команда пересекается с гражданской семьёй, чьё приключение на лодке было сорвано нападением морских ящеров, оставив их всех в затруднительном положении на острове. Они узнают, что на острове живут предназначавшиеся как для старого парка, так и для «Мира юрского периода», но признанные слишком опасными динозавры-мутанты, являющиеся результатами неудачных экспериментов по воссозданию вымерших форм жизни. Десятки лет эти мутанты проживали в изоляции, одним которых является главный антагонист фильма — Дистортус Рекс (англ. Distortus Rex) — неудавшийся тираннозавр с шестью конечностями, похожий на инопланетянина — и столкнутся с ужасающим, зловещим откровением, которое десятилетиями хранилось в секрете от мира.

## Короткометражные фильмы

### «Битва у Биг-Рок» (2019)
В короткометражном продолжении второго фильма второй трилогии действие разворачивается в парке, где отдых семьи в трейлере прерывается приходом самки насутоцератопса с детёнышем, на которых нападает аллозавр. После того, как самец насутоцератопса защищает свою семью, аллозавр обращает своё внимание на людей, которым чудом удаётся выжить. В финальных титрах демонстрируются другие примеры взаимодействия людей и динозавров в новом мире.

## Мультсериалы

### Отменённые проекты
Мультсериал «Побег из Парка Юрского периода» от «Universal Cartoon Studios», ориентированный на взрослую аудиторию, продолжал сюжетную линию первого фильма — все главные герои должны были вновь оказаться на острове. Он должен был сочетать традиционную многоплановую и компьютерную анимацию. Но Стивен Спилберг посчитал, что на тот момент было выпущено слишком много побочной продукции и товаров с логотипом «Юрского периода». В августе 2015 года Уильям Стаут, работавший над дизайном шоу, опубликовал концепт-арты отменённого сериала.
Второй нереализованный проект — мультсериал «Затерянный Мир: Парк Юрского периода» студии «DreamWorks Animation» по мотивам сиквела 1997 года. Сериал был заказан самим Стивеном Спилбергом и разработан DreamWorks Animation под руководством Стива Лайонса — в проекте должны были появится динозавры-мутанты.

## Съёмочная группа
| Роль       | Фильм                         | Фильм                                | Фильм                                     | Фильм                                                      | Фильм                                       | Фильм                           |
| Роль       | Парк юрского периода          | Парк юрского периода: Затерянный мир | Парк юрского периода III                  | Мир юрского периода                                        | Мир юрского периода 2                       | Мир юрского периода: Господство |
| ---------- | ----------------------------- | ------------------------------------ | ----------------------------------------- | ---------------------------------------------------------- | ------------------------------------------- | ------------------------------- |
| Режиссёр   | Стивен Спилберг               | Стивен Спилберг                      | Джо Джонстон                              | Колин Треворроу                                            | Хуан Антонио Байона                         | Колин Треворроу                 |
| Продюсер   | Кэтлин Кеннеди, Джералд Молен | Колин Уилсон, Джералд Молен          | Ларри Дж. Франко, Кэтлин Кеннеди          | Фрэнк Маршалл, Патрик Кроули                               | Фрэнк Маршалл, Патрик Кроули, Белен Атьенса | Фрэнк Маршалл, Патрик Кроули    |
| Сценарист  | Майкл Крайтон, Дэвид Кепп     | Дэвид Кепп                           | Питер Бучмен, Александр Пэйн, Джим Тейлор | Дерек Конноли, Колин Треворроу, Рик Джаффа, Аманда Сильвер | Дерек Конноли, Колин Треворроу              | Эмили Кармайкл, Колин Треворроу |
| Композитор | Джон Уильямс                  | Джон Уильямс                         | Дон Дэвис                                 | Майкл Джаккино                                             | Майкл Джаккино                              | Майкл Джаккино                  |
| Оператор   | Дин Канди                     | Януш Камински                        | Шелли Джонсон                             | Джон Шварцман                                              | Оскар Фаура                                 | Джон Шварцман                   |

## Персонажи и актёры
| Персонаж              | Фильм                     | Фильм                                | Фильм                    | Фильм                         | Фильм                         | Фильм                                             |  |
| Персонаж              | Парк юрского периода      | Парк юрского периода: Затерянный мир | Парк юрского периода III | Мир юрского периода           | Мир юрского периода 2         | Мир юрского периода: Господство                   |  |
| --------------------- | ------------------------- | ------------------------------------ | ------------------------ | ----------------------------- | ----------------------------- | ------------------------------------------------- |  |
| Доктор Ян Малкольм    | Джефф Голдблюм            | Джефф Голдблюм                       |                          |                               | Джефф Голдблюм                | Джефф Голдблюм                                    |  |
| Джон Хаммонд          | Ричард Аттенборо          | Ричард Аттенборо                     |                          |                               | Ричард Аттенборо (фотография) |                                                   |  |
| Лекс Мёрфи            | Ариана Ричардс            | Ариана Ричардс (камео)               |                          |                               |                               |                                                   |  |
| Тим Мёрфи             | Джозеф Маццелло           | Джозеф Маццелло (камео)              |                          |                               |                               |                                                   |  |
| Доктор Алан Грант     | Сэм Нилл                  |                                      | Сэм Нилл                 |                               |                               | Сэм Нилл                                          |  |
| Доктор Элли Сэттлер   | Лора Дерн                 |                                      | Лора Дерн                |                               |                               | Лора Дерн                                         |  |
| Доктор Генри Ву       | Б. Д. Вонг                |                                      |                          | Б. Д. Вонг                    | Б. Д. Вонг                    | Б. Д. Вонг                                        |  |
| Мистер ДНК            | Грег Бёрсон (озвучивание) |                                      |                          | Колин Треворроу (озвучивание) |                               |                                                   |  |
| Льюис Доджсон         | Кэмерон Тор               |                                      |                          |                               |                               | Кэмпбелл Скотт                                    |  |
| Деннис Нэдри          | Уэйн Найт                 |                                      |                          |                               |                               |                                                   |  |
| Рэй Арнольд           | Сэмюэл Л. Джексон         |                                      |                          |                               |                               |                                                   |  |
| Роберт Малдун         | Боб Пек                   |                                      |                          |                               |                               |                                                   |  |
| Дональд Дженнаро      | Мартин Ферреро            |                                      |                          |                               |                               |                                                   |  |
| Доктор Джерри Хардинг | Джералд Молен             |                                      |                          |                               |                               |                                                   |  |
| Доктор Сара Хардинг   |                           | Джулианна Мур                        |                          |                               |                               |                                                   |  |
| Келли Кёртис Малкольм |                           | Ванесса Ли Честер                    |                          |                               |                               |                                                   |  |
| Питер Ладлоу          |                           | Арлисс Ховард                        |                          |                               |                               |                                                   |  |
| Ник Ван Оуэн          |                           | Винс Вон                             |                          |                               |                               |                                                   |  |
| Роланд Тембо          |                           | Пит Постлетуэйт                      |                          |                               |                               |                                                   |  |
| Эдди Карр             |                           | Ричард Шифф                          |                          |                               |                               |                                                   |  |
| Дитер Старк           |                           | Петер Стормаре                       |                          |                               |                               |                                                   |  |
| Аджэй Сидху           |                           | Харви Джейсон                        |                          |                               |                               |                                                   |  |
| Картер                |                           | Томас Розалес-младший                |                          |                               |                               |                                                   |  |
| Пол Кирби             |                           |                                      | Уильям Мэйси             |                               |                               |                                                   |  |
| Аманда Кирби          |                           |                                      | Теа Леони                |                               |                               |                                                   |  |
| Эрик Кирби            |                           |                                      | Тревор Морга             |                               |                               |                                                   |  |
| Билли Бреннан         |                           |                                      | Алессандро Нивола        |                               |                               |                                                   |  |
| Мистер Юдески         |                           |                                      | Майкл Джетер             |                               |                               |                                                   |  |
| Купер                 |                           |                                      | Джон Дил                 |                               |                               |                                                   |  |
| Нэш                   |                           |                                      | Брюс Янг                 |                               |                               |                                                   |  |
| Оэун Грэйди           |                           |                                      |                          | Крис Прэтт                    | Крис Прэтт                    | Крис Прэтт                                        |  |
| Клэр Диринг           |                           |                                      |                          | Брайс Даллас Ховард           | Брайс Даллас Ховард           | Брайс Даллас Ховард                               |  |
| Барри Сембен          |                           |                                      |                          | Омар Си                       |                               | Омар Си                                           |  |
| Лоуэри Крутерс        |                           |                                      |                          | Джейк Джонсон                 |                               | Джейк Джонсон (фотография)                        |  |
| Вивин                 |                           |                                      |                          | Лорен Лэпкус                  |                               | Лорен Лэпкус (фотография)                         |  |
| Вик Хоскинс           |                           |                                      |                          | Винсент Д’Онофрио             |                               |                                                   |  |
| Саймон Масрани        |                           |                                      |                          | Ирфан Хан                     |                               |                                                   |  |
| Грей Митчелл          |                           |                                      |                          | Тай Симпкинс                  |                               |                                                   |  |
| Зак Митчелл           |                           |                                      |                          | Ник Робинсон                  |                               |                                                   |  |
| Карен Митчелл         |                           |                                      |                          | Джуди Грир                    |                               |                                                   |  |
| Скотт Митчелл         |                           |                                      |                          | Энди Бакли                    |                               |                                                   |  |
| Зара Янг              |                           |                                      |                          | Кэти Макграт                  |                               |                                                   |  |
| Франклин Уэбб         |                           |                                      |                          |                               | Джастис Смит                  | Джастис Смит                                      |  |
| Зия Родригес          |                           |                                      |                          |                               | Даниэлла Пинеда               | Даниэлла Пинеда                                   |  |
| Мейзи Локвуд          |                           |                                      |                          |                               | Изабелла Сермон               | Изабелла Сермон                                   |  |
| Шарлотта Локвуд       |                           |                                      |                          |                               | Изабелла Сермон (фотография)  | Изабелла Сермон (в детстве)Элва Трилль (взрослая) |  |
| Айрис                 |                           |                                      |                          |                               | Джеральдина Чаплин            | Джеральдина Чаплин (фотография)                   |  |
| Сэр Бенджамин Локвуд  |                           |                                      |                          |                               | Джеймс Кромвелл               |                                                   |  |
| Илай Миллс            |                           |                                      |                          |                               | Рейф Сполл                    |                                                   |  |
| Гуннар Эверсолл       |                           |                                      |                          |                               | Тоби Джонс                    |                                                   |  |
| Кен Уитли             |                           |                                      |                          |                               | Тед Левин                     |                                                   |  |
| Кайла Уоттс           |                           |                                      |                          |                               |                               | ДеВанда Уайз                                      |  |
| Сойона Сантос         |                           |                                      |                          |                               |                               | Дичен Лакмэн                                      |  |
| Рэйн Делакурт         |                           |                                      |                          |                               |                               | Скотт Хейз                                        |  |
| Рамзи Коул            |                           |                                      |                          |                               |                               | Мамуду Ати                                        |  |

## Восприятие

### Кассовые сборы и бюджет
| Фильм                                | Кассовые сборы, в том числе: | Кассовые сборы, в том числе: | Кассовые сборы, в том числе: | Бюджет       | Год  | Источники |
| Фильм                                | США                          | Другие страны                | Всего                        | Бюджет       | Год  | Источники |
| ------------------------------------ | ---------------------------- | ---------------------------- | ---------------------------- | ------------ | ---- | --------- |
| Парк юрского периода                 | $402 828 120                 | $626 700 000                 | $1 029 528 120               | $63 000 000  | 1993 | [ 16 ]    |
| Парк юрского периода: Затерянный мир | $229 086 679                 | $389 552 320                 | $618 638 999                 | $73 000 000  | 1997 | [ 17 ]    |
| Парк юрского периода III             | $181 171 875                 | $187 608 934                 | $368 780 809                 | $93 000 000  | 2001 | [ 18 ]    |
| Мир юрского периода                  | $652 270 625                 | $1 019 442 583               | $1 671 713 208               | $150 000 000 | 2015 | [ 19 ]    |
| Мир юрского периода 2                | $417 719 760                 | $890 748 184                 | $1 308 467 944               | $170 000 000 | 2018 | [ 20 ]    |
| Мир юрского периода: Господство      | $361 395 455                 | $543 071 000                 | $904 466 455                 | $185 000 000 | 2022 | [ 21 ]    |
| Мир юрского периода: Возрождение     | -                            | -                            | -                            | -            | 2025 |           |
| Итого:                               | $2 244 472 514               | $3 657 123 021               | $5 901 595 535               | $734 000 000 | TBA  |           |

### Критика
| Фильм                                | Rotten Tomatoes    | Metacritic      | CinemaScore |
| ------------------------------------ | ------------------ | --------------- | ----------- |
| Парк юрского периода                 | 91 % (124 отзыва)  | 68 (20 отзывов) | A           |
| Парк юрского периода: Затерянный мир | 54 % (71 отзыв)    | 59 (18 отзывов) | B+          |
| Парк юрского периода III             | 49 % (181 отзыв)   | 42 (30 отзывов) | B−          |
| Мир юрского периода                  | 72 % (337 отзывов) | 59 (49 отзывов) | A           |
| Мир юрского периода 2                | 48 % (406 отзывов) | 51 (59 отзывов) | A−          |
| Мир юрского периода: Господство      | 30 % (380 отзывов) | 38 (59 отзывов) | A−          |

### Награды и премии фильмов

#### Награды «Парк юрского периода» (1993)
| Категория                                                                         | Номинанты                                                           | Итог           |                |
| «Оскар» (1994)                                                                    | «Оскар» (1994)                                                      | «Оскар» (1994) | «Оскар» (1994) |
| --------------------------------------------------------------------------------- | ------------------------------------------------------------------- | -------------- | -------------- |
| Лучшие визуальные эффекты                                                         | Деннис Мьюрен, Стэн Уинстон, Фил Типпетт, Майкл Лантьери            | Победа         |                |
| Лучший звук                                                                       | Гэри Саммерс, Гэри Райдстром, Шон Мёрфи, Рон Джадкинс               | Победа         |                |
| Лучший монтаж звуковых эффектов                                                   | Гэри Райдстром, Ричард Химнс                                        | Победа         |                |
| BAFTA (1994)                                                                      |                                                                     |                |                |
| Лучшие спецэффекты                                                                | Деннис Мьюрен, Стэн Уинстон, Фил Типпетт, Майкл Лантьери            | Победа         |                |
| Лучший звук                                                                       | Ричард Химнс, Рон Джадкинс, Гэри Саммерс, Гэри Райдстром, Шон Мёрфи | Номинация      |                |
| «Сатурн» (1994)                                                                   |                                                                     |                |                |
| Лучший научно-фантастический фильм                                                |                                                                     | Победа         |                |
| Лучший режиссёр                                                                   | Стивен Спилберг                                                     | Победа         |                |
| Лучший сценарий                                                                   | Майкл Крайтон и Дэвид Кепп                                          | Победа         |                |
| Лучшие спецэффекты                                                                | Деннис Мьюрен, Стэн Уинстон, Фил Типпетт, Майкл Лантьери            | Победа         |                |
| Лучшая актриса                                                                    | Лора Дерн                                                           | Номинация      |                |
| Лучший актёр второго плана                                                        | Джефф Голдблюм                                                      | Номинация      |                |
| Лучший актёр второго плана                                                        | Уэйн Найт                                                           | Номинация      |                |
| Лучший молодой актёр или актриса                                                  | Джозеф Маццелло                                                     | Номинация      |                |
| Лучший молодой актёр или актриса                                                  | Ариана Ричардс                                                      | Номинация      |                |
| Лучшая музыка                                                                     | Джон Уильямс                                                        | Номинация      |                |
| Лучшие костюмы                                                                    | Сью Мур, Эрик Х. Сандберг                                           | Номинация      |                |
| Премия Брэма Стокера (1994)                                                       |                                                                     |                |                |
| Other Media (за сценарий)                                                         | Майкл Крайтон и Дэвид Кепп                                          | Номинация      |                |
| «Молодой актёр» (1994)                                                            |                                                                     |                |                |
| Лучшая молодая актриса в драматическом фильме                                     | Ариана Ричардс                                                      | Победа         |                |
| Лучший молодой актёр второго плана в драматическом фильме                         | Джозеф Маццелло                                                     | Победа         |                |
| Лучший семейный фильм — боевик или приключения                                    | Universal Pictures                                                  | Победа         |                |
| MTV Movie Awards (1994)                                                           |                                                                     |                |                |
| Лучший фильм                                                                      |                                                                     | Номинация      |                |
| Самый зрелищный эпизод                                                            | сцена погони Ти-Рекса за джипом                                     | Номинация      |                |
| Лучший кинозлодей                                                                 | Ти-Рекс                                                             | Номинация      |                |
| «Грэмми» (1994)                                                                   |                                                                     |                |                |
| Лучшая инструментальная композиция, написанная для кинофильма или для телевидения | Джон Уильямс                                                        | Номинация      |                |

#### Награды «Парк юрского периода: Затерянный мир» (1997)
| Премия                           | Дата церемонии     | Категория | Получатель(и)                                                 | Результат | Примечания    |
| -------------------------------- | ------------------ | --- | ------------------------------------------------------------- | --------- | ------------- |
| Оскар                            | 23 марта 1998      | Лучшие визуальные эффекты                                                                                                 | Деннис Мьюрен, Стэн Уинстон, Рэндал М. Дутра и Майкл Лантьери | Номинация | [ 35 ] [ 36 ] |
| Blockbuster Entertainment Awards | 10 марта 1998      | Любимый актёр — научная фантастика                                                                                        | Джефф Голдблюм                                                | Номинация | [ 37 ]        |
| Blockbuster Entertainment Awards | 10 марта 1998      | Любимая актриса — научная фантастика                                                                                      | Джулианна Мур                                                 | Номинация | [ 37 ]        |
| Золотая малина                   | 22 марта 1998      | Худший ремейк или сиквел                                                                                                  |                                                               | Номинация | [ 38 ]        |
| Золотая малина                   | 22 марта 1998      | Худшее безрассудное пренебрежение к человеческой жизни и общественной собственности                                       |                                                               | Номинация | [ 38 ]        |
| Золотая малина                   | 22 марта 1998      | Худший сценарий | Дэвид Кепп, основанный на книге Майкла Крайтона               | Номинация | [ 38 ]        |
| Грэмми                           | 25 февраля 1998    | Лучшая инструментальная композиция                                                                                        | Джон Уильямс                                                  | Номинация | [ 39 ]        |
| Image Awards                     | 13–14 февраля 1998 | Выдающийся молодой актёр/актриса                                                                                          | Ванесса Ли Честер                                             | Номинация | [ 40 ]        |
| MTV Movie Awards                 | 30 мая 1998        | Лучшая экшн-сцена | Тираннозавр нападает на Сан-Диего                             | Номинация | [ 41 ] [ 42 ] |
| Rembrandt Awards                 | 1998               | Лучшая режиссура | Стивен Спилберг                                               | Победа    | [ 43 ]        |
| Спутник                          | 22 февраля 1998    | Лучший фильм — анимация или смешанная техника                                                                             |                                                               | Номинация | [ 44 ]        |
| Сатурн                           | 10 июня 1998       | Лучший фэнтези-фильм |                                                               | Номинация | [ 45 ]        |
| Сатурн                           | 10 июня 1998       | Лучшая режиссура | Стивен Спилберг                                               | Номинация | [ 45 ]        |
| Сатурн                           | 10 июня 1998       | Лучший киноактёр второго плана                                                                                            | Пит Постлетуэйт                                               | Номинация | [ 45 ]        |
| Сатурн                           | 10 июня 1998       | Лучшая молодая актриса | Ванесса Ли Честер                                             | Номинация | [ 45 ]        |
| Сатурн                           | 10 июня 1998       | Лучшие спецэффекты | Деннис Мьюрен, Стэн Уинстон, Рэндал М. Дутра и Майкл Лантьери | Номинация | [ 45 ]        |
| Stinkers Bad Movie Awards        | 1998               | Худший сценарий для фильма стоимостью более 100 миллионов долларов по всему миру с использованием голливудской математики |                                                               | Номинация | [ 46 ]        |
| Stinkers Bad Movie Awards        | 1998               | Худший сиквел |                                                               | Номинация | [ 46 ]        |

#### Награды «Парк юрского периода III» (2001)
| Премия                    | Дата церемонии | Категория | Получатель(и)            | Результат | Примечания |
| ------------------------- | -------------- | --- | ------------------------ | --------- | ---------- |
| BMI Film Awards           | 15 мая 2002    | Лучшая музыка | Дон Дэвис и Джон Уильямс | Победа    | [ 47 ]     |
| Золотая малина            | 23 марта 2002  | Худший ремейк или сиквел                                                                                                  |                          | Номинация | [ 48 ]     |
| Golden Reel Awards        | 23 марта 2002  | Лучший звуковой монтаж — эффекты и фоли                                                                                   |                          | Номинация | [ 49 ]     |
| Золотой трейлер           | 2002           | Лучший фильм ужасов/триллер                                                                                               |                          | Номинация | [ 50 ]     |
| Спутник                   | 19 января 2002 | Лучшие визуальные эффекты                                                                                                 | Джим Митчелл             | Номинация | [ 51 ]     |
| Спутник                   | 19 января 2002 | Лучший звук | Хауэлл Гиббенс           | Номинация | [ 51 ]     |
| Сатурн                    | 10 июня 2002   | Лучший научно-фантастический фильм                                                                                        |                          | Номинация | [ 52 ]     |
| Сатурн                    | 10 июня 2002   | Лучшие спецэффекты |                          | Номинация | [ 52 ]     |
| Stinkers Bad Movie Awards | 2002           | Худшая актриса | Теа Леони                | Номинация | [ 53 ]     |
| Stinkers Bad Movie Awards | 2002           | Худший сценарий для фильма стоимостью более 100 миллионов долларов по всему миру с использованием голливудской математики |                          | Номинация | [ 53 ]     |
| Stinkers Bad Movie Awards | 2002           | Худший сиквел |                          | Номинация | [ 53 ]     |

#### Награды «Мир юрского периода: Господство» (2022)
| Премия                                       | Дата церемонии  | Категория                                                              | Получатель(и)                                                               | Результат | Примечания    |
| -------------------------------------------- | --------------- | ---------------------------------------------------------------------- | --------------------------------------------------------------------------- | --------- | ------------- |
| Сатурн                                       | 25 октября 2022 | Лучший научно-фантастический фильм                                     | «Мир юрского периода: Господство»                                           | Номинация | [ 54 ] [ 55 ] |
| Сатурн                                       | 25 октября 2022 | Лучшие спецэффекты                                                     | Дэвид Викери                                                                | Номинация | [ 54 ] [ 55 ] |
| Китайский кинофестиваль американских фильмов | 8 ноября 2022   | Самый популярный американский фильм в Китае                            | «Мир юрского периода: Господство»                                           | Победа    | [ 56 ]        |
| People’s Choice Awards                       | 6 декабря 2022  | Фильм 2022 года                                                        | «Мир юрского периода: Господство»                                           | Номинация | [ 57 ]        |
| People’s Choice Awards                       | 6 декабря 2022  | Боевик 2022 года                                                       | «Мир юрского периода: Господство»                                           | Номинация | [ 57 ]        |
| People’s Choice Awards                       | 6 декабря 2022  | Male Movie Star of 2022                                                | Крис Прэтт                                                                  | Номинация | [ 57 ]        |
| People’s Choice Awards                       | 6 декабря 2022  | Звезда боевика 2022 года                                               | Крис Прэтт                                                                  | Номинация | [ 57 ]        |
| Visual Effects Society Awards                | 15 февраля 2023 | Выдающиеся визуальные эффекты в фотореалистичном полнометражном фильме | Дэвид Викери, Энн Подлозный, Анс Рубинчик, Дэн Снейп, Пол Корбоулд          | Номинация | [ 58 ]        |
| Visual Effects Society Awards                | 15 февраля 2023 | Выдающаяся созданная среда в фотореалистичность полнометражном фильме  | Стив Эллис, Стив Харди, Томас Долен, Джон Серу (Долина Biosyn)              | Номинация | [ 58 ]        |
| Энни                                         | 25 февраля 2023 | Выдающееся достижение в анимации персонажей в игровом фильме           | Дженс Рубинчик, Александр Ли, Рич Бентли, Антуан Верни Кэррон, Салли Уилсон | Номинация | [ 59 ]        |
| Kids’ Choice Awards                          | 4 марта 2023    | Любимый фильм                                                          | «Мир юрского периода: Господство»                                           | Номинация | [ 60 ]        |
| Kids’ Choice Awards                          | 4 марта 2023    | Любимый актёр                                                          | Крис Прэтт                                                                  | Номинация | [ 60 ]        |
| Золотая малина                               | 11 марта 2023   | Худшая женская роль                                                    | Брайс Даллас Ховард                                                         | Номинация | [ 61 ]        |
| Золотая малина                               | 11 марта 2023   | Худший приквел, сиквел, ремейк или плагиат                             | «Мир юрского периода: Господство»                                           | Номинация | [ 61 ]        |
| Золотая малина                               | 11 марта 2023   | Худший сценарий                                                        | Эмили Кармайкл, Колин Треворроу и Дерек Коннолли                            | Номинация | [ 61 ]        |